# Chek Lap Kok
Chek Lap Kok (赤鱲角S, Chì liè JiǎoP) è un'isola della regione amministrativa speciale di Hong Kong, in Cina.
Dal punto di vista amministrativo fa parte del distretto delle Isole.